# Rose Betts
Rose Betts, född 17 oktober 1991 i London, är en brittisk singer-songwriter.
Betts medverkade som låtskrivare till Bazzis singel ”Young & Alive”, i remix av Haywyre(en), som nominerades till en Grammy Award för bästa remixade inspelning.
Betts debuterade i april 2022 med albumet White Orchids. I juni samma år undertecknade hon ett utgivningsavtal med musikförlaget Warner Chappell Music(en).

## Diskografi

### EP och album
- The Stars Look Down (2016), EP
- White Orchids (2022), debutalbum

### Singlar
- ”Orange Trees” (2016)
- ”Because it's Christmas” (2018)
- ”Rocket” (2020)
- ”Recovery” (2021)
- ”Driving Myself Home” (2021)
- ”Alone in an Uber” (2022)
- ”Sober” (2023)
- ”Delicate Dark” (2023)
- ”Irish Eyes” (2023)

### Medverkan (urval)
- ”Young & Alive” (2020), skriven av Betts, Kevin White och Bazzi, framförd av Bazzi, remixad av Haywyre
- ”Song to the Siren” på Zack Snyder's Justice League: Original Motion Picture Soundtrack (2021), framförd av Betts